# 고고 댄서

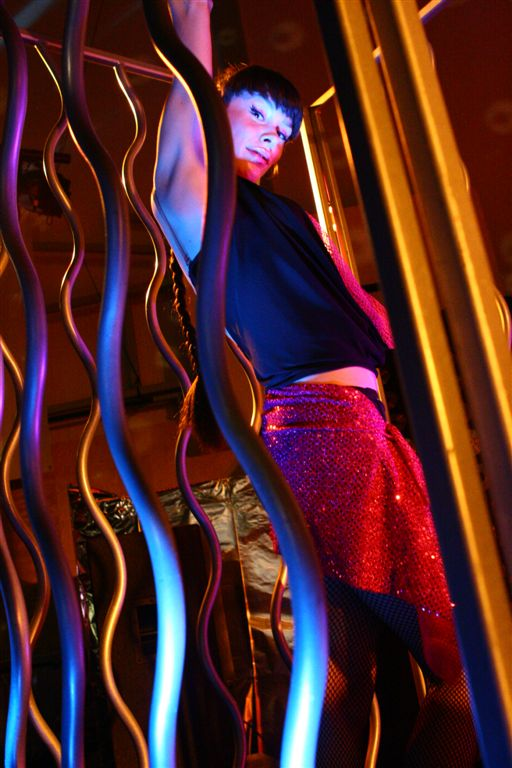
캐나다 밴쿠버의 고고 댄서

고고 댄서(Go-Go dancer)는 디스코텍에서 관중을 즐겁게 하기 위해 고용된 댄서를 말한다. 고고 댄스는 1960년대 초기 뉴욕 시 페퍼멘트 라운지에서 여성들이 탁자 위에 올라가 트위스트 춤을 춘 것이 기원이 되었다. 1960년대 미니스커트를 입은 많은 클럽 애호가들이 고고 부츠를 신고 나이트 클럽을 찾았는데, 나이트 클럽의 경영주들은 1960년대 중반부터 손님들을 즐겁게 하기 위해 이들을 고용하자는 아이디어를 생각해냈다.

## 어원
고고(Go-Go)의 어원은 프랑스어로 "풍부, 풍부한"을 뜻하는 표현인 아 고고(à gogo)에서 왔다. 이 표현은 본래 고대 프랑스어 낱말로 "기쁨, 행복"이란 뜻을 가지고 있는 라 고그(la gogue)에서 온 것이다.

## 1960년대 고고 댄스의 전개
1964년 6월 19일, 캐롤 도다는 샌프란시스코 근교의 노스 비치 콜럼버스와 브로드웨이의 콘돌 클럽에서 상반신을 벗은 채로 고고 댄스를 추기 시작했다. 22세에 콘돌에서 춤을 추면서 그녀는 세계에서 가장 유명한 고고 댄서가 되었다.
로스앤젤레스 웨스트 헐리우드의 선셋 스트립에 위치한 위스키 어 고 고는 1965년 7월부터 고고 댄서를 정식으로 고용하기 시작하였다. 위스키 어 고 고는 천장에 매달린 고고 케이지를 가진 첫 고고 클럽이기도 했다.
고고라는 용어는 1960년대의 일본 도쿄의 바에서도 차용되었다. 처음에는 많은 비중을 차지하지 않았지만, 벌레스크와 스트립쇼가 만들어지면서 활성화되어 고고 바로 알려지게 되고, 이곳에서 일하는 여성들을 고고 댄서라고 부르게 되었다. 베트남 전쟁 동안에는 미군 접대를 위해 남베트남의 사이공에서 많은 고고 바가 만들어졌다. 베트남에서는 고고 댄서를 테이블 댄서라고 부르기도 한다.

## 같이 보기
- 불춤
- 폴댄스
- 스트리퍼